# Предметная область
Предме́тная о́бласть — множество всех предметов, свойства которых и отношения между которыми рассматриваются в научной теории. 
В логике — подразумеваемая область возможных значений предметных переменных логического языка.
Предметная область — часть реального мира, рассматриваемая в пределах данного контекста. Под контекстом здесь может пониматься, например, область исследования или область, которая является объектом некоторой деятельности.
Предметная область не только определяет множество объектов, рассматриваемых в пределах одного рассуждения или в научной теории, но также их свойства, отношения, функциональные связи. При этом сама по себе предметная область является абстрактным понятием, это некоторый способ «объединения предметов в мысли».
Понятие предметной области важно для гносеологии. Само понятие «знание» иногда определяют как «закономерности предметной области (принципы, связи, законы), полученные в результате практической деятельности и профессионального опыта, позволяющие специалистам ставить и решать задачи в этой области».